# Gauliga Elsaß 1944/45
De Gauliga Elsaß 1944/45 was het vijfde en laatste voetbalkampioenschap van de Gauliga Elsaß. Vanwege de perikelen in de Tweede Wereldoorlog werd de Gauliga weer gesplitst in twee groepen, maar het kampioenschap werd vroegtijdig afgebroken. Er zijn geen uitslagen meer bekend. Na de oorlog ging de Elzas terug naar Frankrijk. De clubs namen terug hun Franse naam aan en gingen weer in de plaatselijke competitie spelen.

## Deelnemende clubs

### Groep Unterelsaß
- SG SS Straßburg
- RCS Straßburg (RC Strasbourg)
- SC Schiltigheim
- SV Straßburg (AS Strasbourg)
- TuS Schweighausen (FC Schweighouse)

### Groep Oberelsaß
- FC Mülhausen (FC Mulhouse)
- FC Hüningen
- SpVgg Kolmar (SR Colmar)
- FC Kolmar 1924 (FC Colmar)
- SV Wittenheim
- SV Schlettstadt 06 (SC Sélestat)